# Medaille für treue Dienste bei der Deutschen Reichsbahn

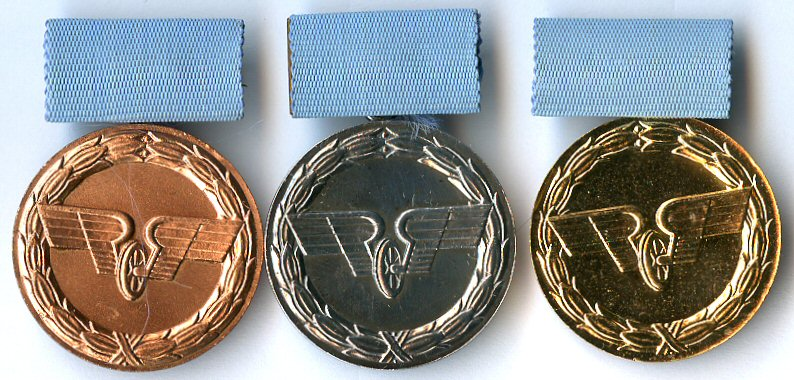

Die Medaille für treue Dienste bei der Deutschen Reichsbahn 
war eine staatliche Auszeichnung  der Deutschen Demokratischen Republik (DDR), welche in Form einer tragbaren Medaille verliehen wurde.

## Geschichte
Die Medaille wurde am 18. März 1956 in drei Stufen, Bronze, Silber oder Gold gestiftet und am 28. März 1973 um eine Ehrenspange zur Medaille in Gold erweitert. Ihre Verleihung erfolgte nach einer bestimmten zurückgelegten Anzahl von Dienstjahren, wenn diese in Treue, Gewissenhaftigkeit und Disziplin verrichtet worden war. Im Einzelnen hieß das:
- Bis 1972
  - für 50-jährige Dienstzeit in Gold,
  - für 40-jährige Dienstzeit in Silber und
  - für 25-jährige Dienstzeit in Bronze.

- ab 1973
  - für 40-jährige Dienstzeit Ehrenspange zur Goldenen Medaille (Männer)
  - für 35-jährige Dienstzeit Ehrenspange zur Goldenen Medaille (Frauen)
  - für 30-jährige Dienstzeit in Gold,
  - für 20-jährige Dienstzeit in Silber und
  - für 10-jährige Dienstzeit in Bronze.

## Aussehen und Tragweise
Die bronzene, versilberte oder vergoldete Medaille mit einem Durchmesser von 30 mm zeigt auf ihrem Avers zeigt mittig ein Flügelrad, das Symbol der Deutschen Reichsbahn in der DDR. Umschlossen wird dieses von einem 4,5 mm unten gebundenen breiten Lorbeerkranz der nach oben hin gebogen offen ist und dessen Enden sich an der Oberseite Medaille berühren. Der Lorbeerkranz selber wird von den Schwingen des Flügelrads rechts wie links leicht berührt und überdeckt. Die Abgrenzung des Kranzes zum Mittelstück wird durch einen durchgehenden schmalen Ring erreicht. Das Revers der Medaille zeigt dagegen in der ersten Form dieser Medaille, die bis 1972 verliehen worden ist, die dreizeilige Inschrift: FÜR / TREUE / DIENSTE. Ab der Form die seit 1973 verliehen wurde, prangte stattdessen oben das kleine Staatswappen der DDR und die darunter liegende zweizeilige Inschrift: FÜR TREUE / DIENSTE. Getragen wurde die Medaille der ersten Form an einer 25 mm × 14,5 mm großen blau bezogenen Spange mit metallenen Rand, ab 1963 28,5 mm × 15,4 mm und ab 1970 dann 24 × 12 mm, allerdings bei der letzteren mit hellblauen Band jeweils in der höchsten Stufe an der oberen linken Brustseite. Die Interimsspangen sind von gleicher Beschaffenheit und zeigen zusätzlich entsprechend der verliehenen Stufe eine 17 mm große aufgelegte Miniatur in deren Mitte. Im Übrigen waren auch Interimsspangen aus Emaille bekannt, die jedoch nur kurz im Umlauf waren. Die Ehrenspange aus vergoldeter Bronze zeigt mittig ein stehendes Flügelrad vor zwei kurzen Lorbeerzweigen die links und rechts des Flügelrades nach außen zeigen. Ihre Maße beträgt 52 × 16 mm und wurde üblicherweise über der Goldenen Medaille angelegt.